# برنرید ام اشتارنبرگر زی
برنرید ام اشتارنبرگر زی (به آلمانی: Bernried am Starnberger See) یک شهر در آلمان است که در بایرن واقع شده‌است.

## خصوصیات
برنرید ام اشتارنبرگر زی ۱۳٫۷۹ کیلومترمربع مساحت دارد ۶۰۰ متر بالاتر از سطح دریا واقع شده‌است.